# Agrilus quadriguttatus
Agrilus quadriguttatus är en skalbaggsart som beskrevs av Hippolyte Louis Gory 1841. Agrilus quadriguttatus ingår i släktet Agrilus och familjen praktbaggar.

## Underarter
Arten delas in i följande underarter:
- A. q. fulminans
- A. q. quadriguttatus
- A. q. niveiventris